# Soatala (Ort)
Soatala ist ein osttimoresischer Ort im Suco Loidahar (Verwaltungsamt Liquiçá, Gemeinde Liquiçá). Das Zentrum des Dorfes liegt im Südosten der Aldeia Soatala in einer Meereshöhe von 470 m, nahe der Grenze zur Aldeia Manucol-Hata. Um den Ortskern herum liegen weit verstreut viele einzeln stehende Häuser. Östlich befinden sich die Orte Cotalara, Manucol-Hata und Hatululi.